# Alien Breed (videojuego)
Alien Breed es un videojuego run and gun visto desde arriba lanzado por Team17 para Amiga en 1991, y después por MicroLeague para MS-DOS en 1993. El juego es el primero en la serie Alien Breed.
Alien Breed está basado en las películas de Alien, específicamente Aliens, y también en los juegos de la era de los 8-bit como Laser Squad y Paradroid, al igual que el juego de arcade Gauntlet.

## Jugabilidad
Los jugadores deberán encontrar el ascensor hacia el siguiente nivel, ocasionalmente activando la secuencia de autodestrucción del nivel. Los jugadores podrán recolectar o comprar una variedad de armas de las terminales informáticas de la estación espacial. En algunas versiones del juego, estas terminales Intex proporcionarán algunas funciones adicionales como un clon del videojuego clásico Pong. Se deberán recoger créditos del suelo para conseguir armas y otras mejoras, dándole una ventaja a los jugadores sobre las fuerzas alienígenas que se tornarán más poderosas gradualmente. En los niveles posteriores, los jugadores ocasionalmente estarán atrapados en espacios cerrados con jefes alienígenas gigantes.

## Lanzamiento
Team17 lanzó un «disco de introducción» que contiene una breve secuencia animada con una narración en pantalla que cuenta los eventos que llevan al comienzo del juego. Luego de que la introducción haya terminado, el jugador deberá poner el disco uno del juego, convirtiendo al disco de introducción en el «disco cero». Team17 produjo un disco de introducción similar para Superfrog, animado por Eric W. Schwartz, aunque este fue incluido con la edición comercial del juego.

## Recepción

### Amiga
Alien Breed obtuvo reseñas generalmente favorables. CU Amiga escribió que «Team17 ha inventado un ganador».

### MS-DOS
La recepción del port de MS-DOS fue mixta. PC Gamer US describió a la variedad de la jugabilidad como escasa y los efectos de sonido como «vacíos y cascados», con problemas al usar la tarjeta de sonido Pro Audio Spectrum, pero lo comparó favorablemente con juegos de Sega Genesis y lo llamó un «shooter sólido con una gran cantidad de diversión». Computer Gaming World criticó la protección contra copias «estúpida», pero dijo que sigue siendo un buen título de acción para aquellos que prefieran una partida rápida y simple. La revista dijo en el siguiente número que aunque se encuentre «en casa en el arcade local o en cualquier máquina de cartuchos de juegos», la versión de DOS de Alien Breed «se ha quedado atrás en la carrera de la tecnología». Citando al uso «europeo» de códigos para las misiones en lugar de partidas guardadas y la jugabilidad «bonita» pero poco profunda, el analista lo comparó desfavorablemente con Doom, con «una premisa casi idéntica (algo gastada)», pero donde «la ejecución hace la diferencia». A pesar de los gráficos buenos y la acción «acelerada», concluyó que Alien Breed «no es adecuado para el gamer de computadora promedio de este continente», pero podría serlo para el «jugador menos exigente» o aquel que haya querido una Nintendo.
En una reseña crítica, Computer and Video Games señaló errores del port tales como la pantalla parpadeante. Los errores más serios incluían la incapacidad de comprar armas de cualquier terminal Intex y el juego bloqueándose tras casi un cuarto de hora de juego. El analista concluyó que los errores eclipsaron lo que pudo haber sido una conversión fiel de un clásico de Amiga.

## Legado
Alien Breed Special Edition '92 fue una versión expandida distribuida en 1992 a un precio económico. Fue muy popular, manteniéndose en los gráficos de ventas de software británicos por más de un año. También contaba con un anuncio al estilo de tráiler de película del inminente juego de Team17, Superfrog, lo cual era inusual en aquel entonces. Esta versión, además de ser lanzada para Amiga, fue lanzada para Amiga CD32 en un paquete doble junto a Qwak.
Tanto la edición original como la especial vendieron lo suficiente como para merecer secuelas, de las cuales casi todas han sido éxitos comerciales y críticos.
Los personajes del jugador en este juego y su secuela fueron llamados Johnson y Stone. Para el tercer juego (Alien Breed: Torre Assault), los personajes del jugador fueron llamados John y Nash. Para mantenerse fiel a la temática de Aliens, una narración femenina (la voz de Lynette Reade) le daba advertencias y otros mensajes a los jugadores.
En 2012, un port de Alien Breed para smartphones y tablets fue lanzado para iOS y Android, obteniendo reseñas favorables.